# Саблуков, Гордий Семёнович
Го́рдий Семёнович Саблуко́в (1803, Аскинский завод, Оренбургская губерния — 29 января [10 февраля] 1880, Казань) — русский востоковед, профессор Казанской духовной академии, исследователь ислама, автор первого опубликованного перевода Корана с арабского языка на русский.

## Биография
Родился в 1803 году на Аскинском заводе (ныне — село Архангельское Архангельского района Республики Башкортостан) в семье священника Михайло-Архангельской церкви. Отец — Симеон Гуриевич Саблуков (1759—1835), мать — Евдокия Семеновна Саблукова (1774—1859).
В 1826 году окончил Оренбургскую духовную семинарию, в 1830 году — Московскую духовную академию.
В 1830—1849 годах преподавал историю и восточные языки в Саратовской духовной семинарии, в частности, в 1843—1845 годах был учителем Н. Г. Чернышевского, последняя встреча с которым состоялась в 1851 году в Казани.
В 1849—1862 годах преподавал восточные и классические языки на противомусульманском отделении Казанской духовной академии.
Ему принадлежит один из переводов Корана (переведен в Казани, в 1878 году), в его переводе Коран в печатном виде издан впервые; «Приложения к переводу Корана» (1879), содержащие аннотированные указатели к Корану (1879), и два трактата: «Сведения о Коране» (Казань, 1884) и «Сличение магометанского учения о именах Божиих с учением о них христианским» (1873).
Позже Саблуков вспоминал один случай, побудивший его изучать ислам:
Башкирец Халид, рыжий старик, который, говоря мне, ещё небольшому (в году 1817), что Бог один, только веры розны, возбудил в моей душе мысль, которую я сам себе сказал тогда: «Узнаю же я твою (мохаммеданскую) веру!», был из деревни (аула) Тимербаево, которая от завода Аскинского, на южной стороне, в 8 верстах.
Автор нумизматических, историко-археологических и этнографических работ о Поволжье, кипчаках и Золотой Орде.
Им переведена также на русский язык с турецкого 1-я часть «Истории турок» соч. Богадур-хана (в III ч. «Библиотеки восточн. историков»).
Умер 29 января (10 февраля) 1880 года в Казани. Похоронен на Арском кладбище.

## Семья
Среди ближайших родственников и прямых потомков Гордия Семеновича Саблукова:
- Иван Яковлевич Порфирьев (1823—1890), академик, историк русской словесности, профессор Казанской Духовной Академии, муж дочери Гордия Семеновича Августы Гордиевны Саблуковой.
- Иван Петрович Гвоздев (1819—1873), профессор Казанской Духовной Академии, муж дочери Гордия Семеновича Ольги Гордиевны Саблуковой.
- Николай Иванович Порфирьев (1863—1930), профессор математики Казанского Университета, внук Гордия Семеновича Саблукова.
- Сергей Иванович Порфирьев (1869—1942), историк-архивист, внук Гордия Семеновича Саблукова.
- Васьян Сергеевич Порфирьев (1907—1990), профессор кафедры охраны природы и биогеоценологии Казанского Университета, доктор биологических наук, правнук Гордия Семеновича Саблукова.
- Глеб Сергеевич Порфирьев (1911—1959), геолог и палеонтолог, кандидат наук, правнук Гордия Семеновича Саблукова.

Из рода Саблуковых, одна из ветвей которого приняла фамилию «Казанских», происходит Нонна Гришаева.